# Корост (Московская область)
Корост — деревня в Клинском районе Московской области, в составе Воздвиженского сельского поселению. Население — 34 чел. (2010). До 2006 года Корост входил в состав Воздвиженского сельского округа.
Деревня расположена в северо-западной части района, у границы с Тверской областью, примерно в 20 км к северо-западу от райцентра Клин, на левом берегу реки Яузы, высота центра над уровнем моря — 141 м. Ближайшие населённые пункты — Воловниково на противоположном берегу реки и примыкающее на западе Чернятино. Через деревню проходит региональная автодорога 46К-0280 (автотрасса М10 «Россия»— Высоковск).

## Население
| 2002 | 2006 | 2010 |
| ---- | ---- | ---- |
| 30   | ↘24  | ↗34  |